# Ставішин-Звалево
Ставішин-Звалево (пол. Stawiszyn-Zwalewo) — село в Польщі, у гміні Бежунь Журомінського повіту Мазовецького воєводства.
Населення — 126 осіб (2011).
У 1975-1998 роках село належало до Цехановського воєводства.

## Демографія
Демографічна структура станом на 31 березня 2011 року:
|          | Загалом | Допрацездатний вік | Працездатний вік | Постпрацездатний вік |
| -------- | ------- | ------------------ | ---------------- | -------------------- |
| Чоловіки | 62      | 16                 | 37               | 9                    |
| Жінки    | 64      | 18                 | 33               | 13                   |
| Разом    | 126     | 34                 | 70               | 22                   |